# تپه نیار
تپه نیار مربوط به دوره ساسانیان - سده‌های اولیه دوران‌های تاریخی پس از اسلام است و در اردبیل، شهرک نیار نرسیده به شهرک صنعتی فاز دو واقع شده و این اثر در تاریخ ۱۸ اسفند ۱۳۸۷ با شمارهٔ ثبت ۲۴۹۳۰ به‌عنوان یکی از آثار ملی ایران به ثبت رسیده است.